# Goera shikokuensis
Goera shikokuensis là một loài trong họ Goeridae. Chúng phân bố ở miền Cổ bắc.